# Otocepheus durian
Otocepheus durian är en kvalsterart som beskrevs av Sandór Mahunka 1997. Otocepheus durian ingår i släktet Otocepheus och familjen Otocepheidae. Inga underarter finns listade i Catalogue of Life.